# Kjell Carlström

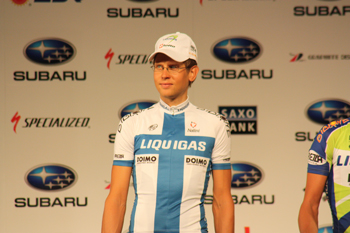
Carlström i den finländska mästartröjan under 2009 års Japan Cup.

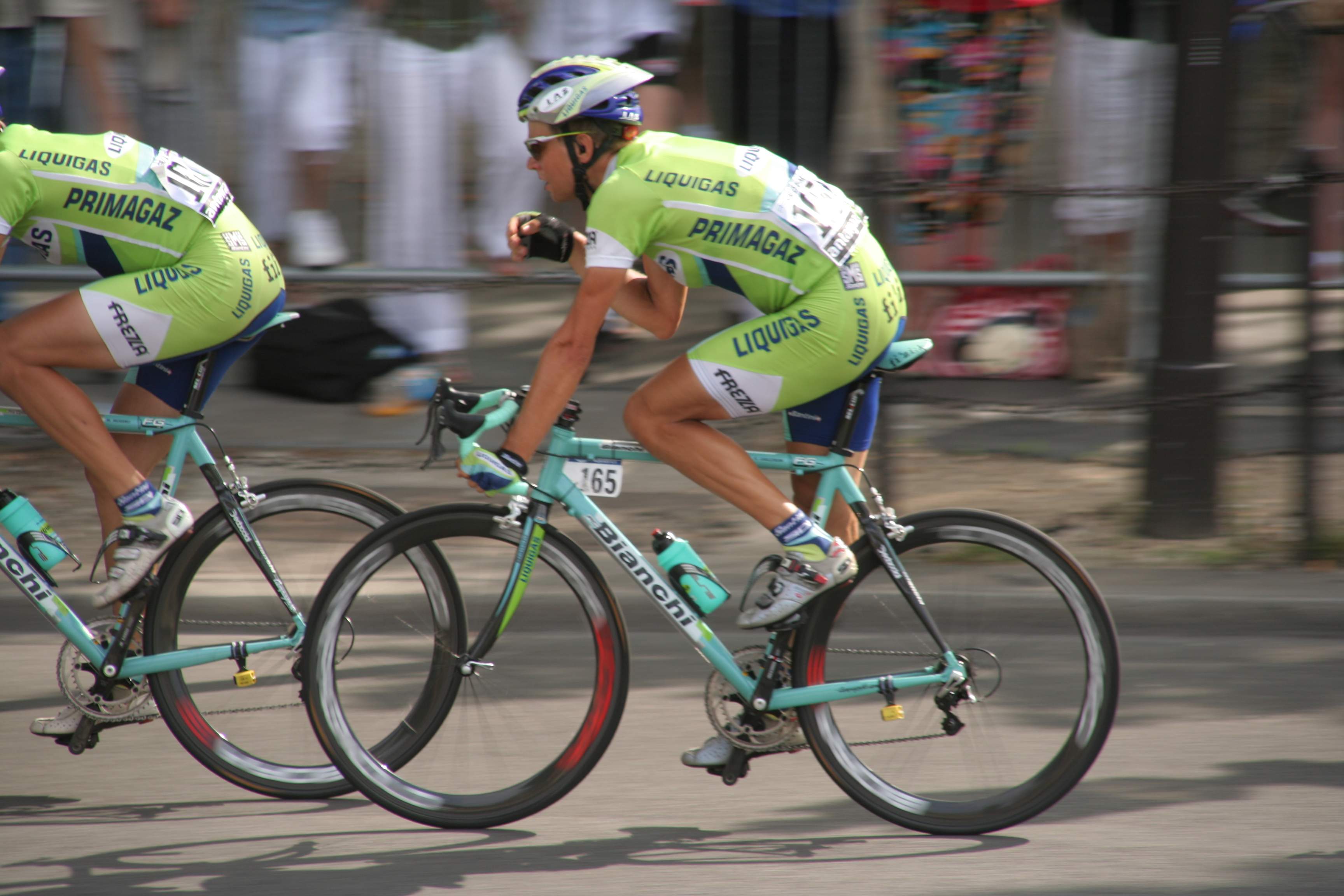
Kjell Carlström under 2006 års Tour de France.

Kjell "Kello" Carlström, född 18 oktober 1976, i Borgå, Nyland, är en finlandssvensk före detta professionell tävlingscyklist. Carlström tävlade som professionell mellan 2002 och 2011. Han vann Finlands nationella vägloppstitel 2000, 2004 och 2011. Carlström har deltagit tre gånger i Tour de France under åren 2005, 2006 och 2007. Hans bästa placering på en etapp i Tour de France är andraplatsen på den åttonde etappen år 2006.

## Karriär
Carlström blev professionell 2002 med Amore & Vita-Beretta, för vilka han tävlade fram till och med vintern 2004. Inför säsongen 2005 bytte han stall till UCI ProTour-stallet Liquigas.
Carlström blev finsk nationsmästare på landsväg 2004. Samma år vann han också International UNIQA Classic. Sin första seger som professionell kom 2003 när han vann den sjunde etappen av Tour of Queensland.
Carlström inledde 2008 starkt genom att bli sjua i Tour Down Under. Eftersom Tour Down Under hör till Pro Tour 2008 inkasserade han även 15 Pro Tour poäng. Han fortsatte säsongen 2008 genom att vinna den tredje etappen av Paris-Nice. Carlström fortsatte säsongen med att sluta trea på Klasika Primavera efter Damiano Cunego och Alejandro Valverde Belmonte.
I slutet av juni 2008 slutade Carlström tvåa på det finska nationsmästerskapets linjelopp efter Jussi Veikkanen. Ett år senare slutade han tvåa på samma tävling bakom Toni Liias; men tog senare över segern då det visade sig att Liias varit dopad under tävlingen.
Under säsongen 2009 slutade Carlström på fjärde plats på etapp 6 av den argentinska tävlingen Tour de San Luis bakom Luis Alberto Amarán, Matti Breschel och Manuel Belletti. Carlström vann även den finländska tävlingen Porvoon ajot och slutade tvåa på Hyvinkää ajo bakom Matti Helminen.
Carlström lämnade Team Liquigas efter säsongen 2009 och blev i stället medlem av det brittiska stallet Team Sky.
I december 2011 tillkännagav Carlström sin pensionering sedan hans kontrakt med Team Sky inte förnyades och han inte kunde hitta ett nytt lag.
Från och med 2013 blev han en av regissörerna på IAM Cycling. Sedan laget hade upplösts flyttade han till en liknande position på Israel Start-Up Nation, där han för närvarande arbetar som general manager.

## Sommarpratare i Vega
Den 15 juli 2021 sommarpratade Carlström i Yle Vega.

## Meriter
1999
2:a, Nationsmästerskapen - linjelopp
2000
1:a, Serbien runt
1:a,  Nationsmästerskapen - linjelopp
2002
3:a, Nationsmästerskapen - linjelopp
2003
1:a, Tour of Queensland, etapp 7
Saaremaa Velotour
Saaremaa Velotour, etapp 2
1:a, Borgåloppet
2:a, Nationsmästerskapen - linjelopp
3:a, Nationsmästerskapen - tempolopp
Giro del Lago Maggiore-GP Knorr
Herald Sun Tour, etapp 9
2004
1:a,  Nationsmästerskapen - linjelopp
1:a, International UNIQA Classic
International UNIQA Classic, etapp 2
2:a, Saaremaa Velotour, etapp 2
Saaremaa Velotour, etapp 3
3:a, Saaremaa Velotour
Saaremaa Velotour, prolog
Saaremaa Velotour, etapp 5
2005
1:a, International UNIQA Classic, etapp 3
2006
1:a, Tour of Tasmania, etapp 7
2:a, Tour de France 2006, etapp 8
Tour of Tasmania
Tour of Tasmania, etapp 5
3:a, Melbourne-Warnambool
Tour of Tasmania, etapp 2
2007
2:a, Nationsmästerskapen - linjelopp
2008
1:a, Paris-Nice, etapp 3
2:a, Nationsmästerskapen - linjelopp
3:a, Klasika Primavera
2009
1:a,  Nationsmästerskapen - linjelopp
1:a, Porvoon ajot
2:a, Hyvinkää ajo
2011
1:a, Porvoon ajot
1:a,  Nationsmästerskapen - linjelopp

## Stall
- Amore & Vita-Beretta 2002–2004
- Team Liquigas 2005–2009
- Team Sky 2010–2011